# بنتونویل (آرکانزاس)
بنتونویل یکی از شهرهای ایالت آرکانزاس در آمریکا است. بر پایۀ براوردهای سال ۲۰۱۱ این شهر ۳۶۲۵۹ نفر جمعیت دارد.